# ウィリアム・フィッツクラレンス (第2代マンスター伯爵)

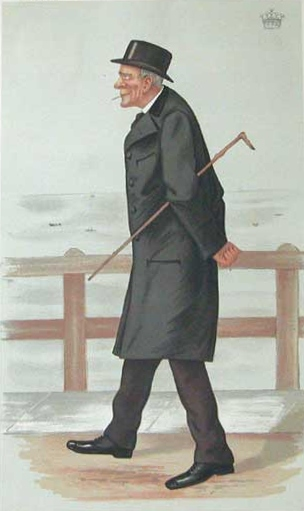
『バニティ・フェア』1882年2月25日号におけるカリカチュア、レスリー・ウォード画。

第2代マンスター伯爵ウィリアム・ジョージ・フィッツクラレンス（英語: William George FitzClarence, 2nd Earl of Munster、1824年5月19日 – 1901年4月30日）は、イギリスの貴族。1831年から1842年までフィッツクラレンス子爵の儀礼称号を使用した。

## 生涯
初代マンスター伯爵ジョージ・フィッツクラレンスと妻メアリー（Mary、旧姓ウィンダム（Wyndham）、1842年12月3日没、第3代エグレモント伯爵ジョージ・ウィンダムの庶出の娘）の息子として、1824年5月19日に生まれた。父は国王ウィリアム4世の庶子にあたる。ハーロー校で教育を受けた。
1842年3月20日に父が自殺すると、マンスター伯爵位を継承した。貴族院では保守党に属した。
1842年7月1日にスコッツガーズのLieutenant and Captainへの辞令を購入、1843年4月7日にライフガーズ第1連隊のCornet and Sub-Lieutenantへの辞令を購入した。1846年5月1日に辞令を購入する形で中尉に、1849年3月16日に同じく辞令を購入する形で大尉に昇進したのち、1852年4月に陸軍から引退した。
1901年4月30日にブライトン・アンド・ホヴのパルミアラ・スクエア23号で死去、5月4日にクックフィールドで埋葬された。息子ジェフリー・ジョージ・ゴードンが爵位を継承した。

## 家族

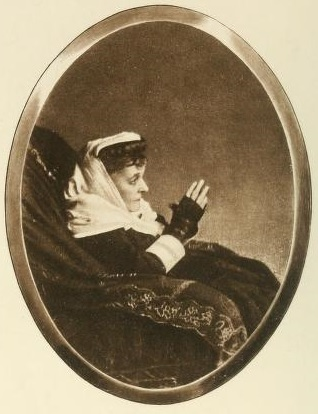
マンスター伯爵夫人ウィルヘルミナの写真、1904年出版。

1855年4月17日、ウィルヘルミナ・ケネディ＝アースキン（1830年6月27日 – 1906年10月9日、ジョン・ケネディ＝アースキン閣下と妻オーガスタの娘）と結婚、7男2女をもうけた。
- エドワード（1856年3月29日 – 1870年11月20日[1]）
- ライオネル・フレデリック・アーチボルド（Lionel Frederick Archibald、1857年7月24日 – 1863年[7]）
- ジェフリー・ジョージ・ゴードン（1859年7月18日 – 1902年2月2日） - 第3代マンスター伯爵[1]
- アーサー・フォークランド・マナーズ（Arthur Falkland Manners、1860年 – 1861年[7]）
- オーブリー（1862年6月7日 – 1928年1月1日） - 第4代マンスター伯爵[8]
- ウィリアム・ジョージ（1864年9月17日 – 1899年10月4日） - 1887年、シャーロット・エリザベス・アリーン・ウィリアムズ（Charlotte Elizabeth Aline Williams、1902年9月5日没、リチャード・ウィリアムズの娘）と結婚、2女をもうけた[7]
- ハロルド・エドワード（1870年11月15日 – 1926年8月28日） - 1902年5月14日、フランシス・イザベル・イリナ・ケッペル（Frances Isabel Eleanor Keppel、1951年2月1日没、ウィリアム・ヘンリー・オーガスタス・ケッペルの娘）と結婚、子供あり。第5代マンスター伯爵ジェフリー・フィッツクラレンスの父[8]
- リリアン・アデレード・キャサリン・メアリー（Lilian Adelaide Katherine Mary、1873年12月10日 – 1948年7月15日） - 1893年1月17日、ウィリアム・アーサー・エドワード・ボイド（William Arthur Edward Boyd、1931年12月6日没）と結婚、子供あり[8]
- ドロシア・オーガスタ（Dorothea Augusta、1876年5月5日 – 1942年1月28日） - 1899年11月20日、シャンドス・ブリッジス・リー＝ワーナー（Chandos Brydges Lee-Warner、1944年10月1日没）と結婚、子供あり[8]